# La recluta
La recluta (The Rookie) è un film del 1990 diretto ed interpretato da Clint Eastwood.

## Trama
Los Angeles: una banda di ladri d'auto di lusso, capeggiata da una coppia formata da Strom e dalla sua compagna Liesl, è seguita senza successo dall'esperto poliziotto della sezione furti d'auto Nick Pulovski. Durante un appostamento Strom uccide il partner di Nick; a questi, finita la convalescenza dopo il ferimento, il suo comandante, il tenente Garcia, affida come nuovo compagno la recluta David Ackerman, un giovane proveniente da una famiglia molto ricca, che ha l'incubo ricorrente della morte del fratello in giovane età, morte di cui l'agente si sente responsabile.
Il rapporto tra i due uomini presenta diversi problemi: la differenza di età e di carattere, il disaccordo sui metodi da utilizzare per compiere il lavoro, l'ingerenza del padre di David, Eugene, che vorrebbe "assumere" Nick per proteggere la vita del figlio. Da ultimo vi è l'inesperienza della recluta, che contribuisce al fallimento dell'operazione che doveva portare alla cattura dei due ladri d'auto: David infatti viene colpito alle spalle da Liesl e si salva solo grazie al giubbotto antiproiettile, mentre Nick viene rapito dai due malviventi che, vistisi scoperti, devono cambiare aria e a questo scopo chiedono al sindaco un riscatto di due milioni di dollari per il rilascio del poliziotto.
La cittadinanza non è in grado, e nemmeno sembra avere la volontà, di pagare la somma richiesta e quindi David ricorre all'aiuto del ricco padre; egli acconsente, ma a condizione che il figlio lasci la sua pericolosa carriera in polizia. David non intende rinunciare a quello che sembra essere diventato lo scopo della sua vita e quindi, una volta ottenuto il denaro, consente al dipartimento di organizzare l'operazione per liberare Pulovsky e per catturare la banda.
L'azione sembra riuscire, ma i due delinquenti, arrivati in aeroporto, riescono a scappare ed a confondersi tra la folla, anche se nel farlo perdono la valigia contenente il denaro; Nick e David compiono un'acrobatica fuga dall'edificio dove il poliziotto era tenuto prigioniero e che era stato minato, poi inseguono i criminali. Nell'inseguimento i due poliziotti uccidono i loro avversari, rimanendo però feriti. Quando David riprenderà servizio troverà Nick promosso tenente al posto di Garcia: il nuovo capo affiderà al giovane una recluta, una ragazza, come compagna.